# 24 Dynastiegeschichten
Die 24 Dynastiegeschichten (chinesisch 二十四史, Pinyin èrshísì shǐ) sind die grundlegenden Werke der chinesischen Historiographie. Es handelt sich dabei um einen Chronikenzyklus, der von der Zeit um das 2. Jahrhundert v. Chr. bis zur ersten Hälfte des 18. Jahrhunderts zusammengestellt wurde. Die 24 Dynastiegeschichten beschreiben in 3249 Bänden mit etwa 40 Millionen Schriftzeichen 4000 Jahre der chinesischen Geschichte.
Einschließlich des 1920 erschienenen Xin Yuan Shi wird auch von den 25 Dynastiegeschichten (chin. Ershiwu shi) gesprochen, einschließlich des 1927 erschienenen Qing Shi Gao von den 26 Dynastiegeschichten.

## Bezeichnung
Die Bezeichnung „24 Dynastiegeschichten“ stammt aus dem Jahr 1775, dem 40. Regierungsjahr des Qianlong-Kaisers. Damals wurde die letzte Chronik, die Geschichte der Ming-Dynastie, überarbeitet und eine Gesamtausgabe herausgegeben.

## Inhalt
Bei den „24 Dynastiegeschichten“ handelt es sich nicht um die Geschichte von 24 Dynastien, die Bände überschneiden sich vielmehr manchmal. Sie geben Aufschluss über den Aufstieg und Fall von Dynastien, Politik, Wirtschaft, Militärwesen und Kultur. Systematisch werden Dynastiewechsel, bedeutende Persönlichkeiten, Errungenschaften in Wissenschaft, Technik, Kunst und Literatur, die Aufteilung des Landes in Verwaltungsgebiete, Gesetzgebung und Außenpolitik dargestellt.

## Umfang
Homer H. Dubs berechnete, dass eine Übersetzung der 25 Dynastiegeschichten (bis 1644) ins Englische rund 450 Bände zu je 500 Seiten füllen würde.

## Gliederung
Die Geschichtswerke bestehen in der Regel aus drei Teilen:
1. Annalen (紀 / 纪,  jì) (Chronologie)
2. Traktate (誌 / 志,  zhì) (z. B. Ämterordnung, Reichsgeografie)
3. Biographien/Lebensbeschreibungen (列傳 / 列传,  lièzhuàn) (umfangreichster und bedeutendster Teil)

## Chronologische Übersicht
| Nr. | Chinesisch   | Pinyin        | Deutsch                                 | Bände | Autor                                                         | behandelter Zeitraum                                |
| --- | ------------ | ------------- | --------------------------------------- | ----- | ------------------------------------------------------------- | --------------------------------------------------- |
| 1   | 《史記》     | Shiji         | Aufzeichnungen der Historiker           | 130   | verfasst von Sima Tan 司馬談 und Sima Qian 司馬遷, 91 v. Chr. | Gelber Kaiser bis 95 v. Chr.                        |
| 2   | 《漢書》     | Han Shu       | Geschichte der Han-Dynastie             | 100   | verfasst von Ban Gu 班固, 92                                  | 206 v. Chr. – 24 n. Chr.                            |
| 3   | 《後漢書》   | Hou Hanshu    | Geschichte der Späteren Han             | 120   | verfasst von Fan Ye 范曄, 445                                 | 25 – 220                                            |
| 4   | 《三國志》   | Sanguo Zhi    | Chroniken der Drei Reiche               | 65    | verfasst von Chen Shou 陳壽, 297                              | Wei 魏 221 – 265; Shu 蜀 221 – 264; Wu 吳 222 – 280 |
| 5   | 《晉書》     | Jin Shu       | Geschichte der Jin-Dynastie             | 130   | verfasst unter Fang Xuanling 房玄齡, 648                      | 265 – 419                                           |
| 6   | 《宋書》     | Song Shu      | Geschichte der [Liu-] Song-Dynastie     | 100   | verfasst von Shen Yue 沈約, 492/493                           | 420 – 478                                           |
| 7   | 《南齊書》   | Nan Qi Shu    | Geschichte der südlichen Qi-Dynastie    | 59    | verfasst von Xiao Zixian 蕭子顯, 537                          | 479 – 502                                           |
| 8   | 《梁書》     | Liang Shu     | Geschichte der Liang-Dynastie           | 56    | verfasst von Yao Cha 姚察 und Yao Silian 姚思廉, 636          | 502 – 556                                           |
| 9   | 《陳書》     | Chen Shu      | Geschichte der Chen-Dynastie            | 36    | verfasst von Yao Cha 姚察 und Yao Silian 姚思廉, 636          | 557 – 589                                           |
| 10  | 《魏書》     | Wei Shu       | Geschichte der Wei-Dynastie             | 114   | verfasst von Wei Shou 魏收, 554                               | 386 – 550                                           |
| 11  | 《北齊書》   | Bei Qi Shu    | Geschichte der Nördlichen Qi-Dynastie   | 50    | verfasst von Li Delin 李徳林 und Li Baiyao 李百藥, 636        | 550 – 577                                           |
| 12  | 《北周書》   | Zhou Shu      | Geschichte der Nördlichen Zhou-Dynastie | 50    | verfasst unter Linghu Defen 令狐德棻, 636                     | 557 – 581                                           |
| 13  | 《隋書》     | Sui Shu       | Geschichte der Sui-Dynastie             | 85    | verfasst unter Wei Zheng 魏徵, 636                            | 581 – 617                                           |
| 14  | 《南史》     | Nan Shi       | Geschichte der Südlichen Dynastien      | 80    | verfasst von Li Yanshou 李延壽, 659                           | 420 – 589                                           |
| 15  | 《北史》     | Bei Shi       | Geschichte der Nördlichen Dynastien     | 100   | verfasst von Li Yanshou 李延壽, 659                           | 368 – 618                                           |
| 16  | 《舊唐書》   | Jiu Tang Shu  | Alte Geschichte der Tang-Dynastie       | 200   | verfasst unter Liu Xu 劉煦, 945                               | 618 – 906                                           |
| 17  | 《新唐書》   | Xin Tang Shu  | Neue Geschichte Tang-Dynastie           | 225   | verfasst von Ouyang Xiu 歐陽修 und Song Qi 宋祁, 1060         | 618 – 906                                           |
| 18  | 《舊五代史》 | Jiu Wudai Shi | Alte Geschichte der Fünf Dynastien      | 150   | verfasst unter Xue Juzheng 薛居正, 974                        | 907 – 960                                           |
| 19  | 《新五代史》 | Xin Wudai Shi | Neue Geschichte der Fünf Dynastien      | 74    | verfasst von Ouyang Xiu 歐陽修, 1072                          | 907 – 960                                           |
| 20  | 《宋史》     | Song Shi      | Geschichte der Song-Dynastie            | 496   | verfasst unter Tuotuo (Toghto) 脫脫, 1345                     | 960 – 1279                                          |
| 21  | 《遼史》     | Liao Shi      | Geschichte der Liao-Dynastie            | 116   | verfasst unter Tuotuo (Toghto) 脫脫, 1344                     | 916 – 1125                                          |
| 22  | 《金史》     | Jin Shi       | Geschichte der Jin-Dynastie             | 135   | verfasst unter Tuotuo (Toghto) 脫脫, 1344                     | 1115–1234                                           |
| 23  | 《元史》     | Yuan Shi      | Geschichte der Yuan-Dynastie            | 210   | verfasst unter Song Lian 宋濂, 1370                           | 1206–1369                                           |
| 24  | 《明史》     | Ming Shi      | Geschichte der Ming-Dynastie            | 332   | verfasst unter Zhang Tingyu 張廷玉, 1739                      | 1368–1644                                           |

## Gattungsspezifische Ordnung
Neben der chronologischen Aufstellung werden die 24 Dynastiegeschichten auch gattungsspezifisch geordnet:
- Vier frühe Werke (前四史):
  - Shiji, verfasst von Sima Qian, 91 v. Chr.
  - Han Shu, verfasst von Ban Gu, 82 n. Chr.
  - Sanguo Zhi, verfasst von Chen Shou, 289
  - Hou Hanshu, verfasst von Fan Ye, 445
- Song Shu, verfasst von Shen Yue, 488
- Qi Shu, verfasst von Xiao Zixian, 537
- Wei Shu, verfasst von Wei Shou, 554
- Acht Geschichtswerke der Tang-Dynastie (唐初八史):
  - Liang Shu, verfasst von Yao Silian, 636
  - Chen Shu, verfasst von Yao Silian, 636
  - Bei Qi Shu, verfasst von Li Baiyao, 636
  - Zhou Shu, verfasst von Linghu Defen, 636
  - Sui Shu, verfasst von Wei Zheng, 636
  - Jin Shu, verfasst von Fang Xuanling, 648
  - Nan Shi, verfasst von Li Yanshou, 659
  - Bei Shi, verfasst von Li Yanshou, 659
- Jiu Tang Shu, verfasst von Liu Xu, 945
- Jiu Wudai Shi, verfasst von Xue Juzheng, 974
- Xin Wudai Shi, verfasst von Ouyang Xiu, 1053
- Xin Tang Shu, verfasst von Ouyang Xiu, 1060
- Drei Geschichtswerke der Yuan-Dynastie (元末三史):
  - Liao Shi, verfasst von Toktoghan, 1345
  - Jin Shi, verfasst von Toktoghan, 1345
  - Song Shi, verfasst von Toktoghan, 1345
- Yuan Shi, verfasst von Song Lian, 1370
- Ming Shi, verfasst von Zhang Tingyu, 1739